# NGC 5789
| Galáxia espiral NGC 5789 |                                                          |
|                          |                                                          |
| Dados do catálogo:       |                                                          |
| Classificação do objeto: | SBd                                                      |
| Brilho superficial       | 12,9                                                     |
| Massa (Sol=1)            | ----                                                     |
| Outras denominações:     | UGC 9615, MCG+05-35-026, H III-976, h 1890, GC 4011, etc |

NGC 5789 é uma galáxia espiral situada na direção da constelação do boieiro. Possui uma magnitude aparente de 13,4, uma declinação de +30º 14' 03" e uma ascensão reta de 14 horas, 56 minutos e 35,6 segundos.